# Геккон Уликовского
Геккон Уликовского, или баденский геккон (лат. Gekko badenii) — ящерица из семейства гекконов. Обитает в Южном Вьетнаме и, возможно, прилегающих районах Южного Лаоса и Восточной Камбоджи. Встречается в низменных тропических лесах. Ведёт древесный образ жизни. Изначально две популяции этого вида были описаны как отдельные виды: G. badenii из более южного местонахождения в районе горы Нуй Ба Ден на юго-западе Вьетнама и G. ulikovskii из более северного региона в провинции Контум. Гекконы южной популяции имеют длину тела около 7 см, хвоста — до 9 см. Верхняя сторона тела буроватая со светлыми пятнами на голове и 4—8 светлыми поперечными полосами с тёмной каймой на спине. На конечностях также имеются поперечные ряды светлых пятен. Нижняя сторона тела светлая. Ящерицы северной популяции имеют длину тела около 10 см, хвоста — от 8 до 12 см. Верхняя сторона тела зеленовато-бурая с золотисто-жёлтым хвостом и продольными тёмными и светлыми полосами в области глаз, нижняя часть боков и конечности фиолетово-серые. Окраска самок менее яркая, с преобладанием серых тонов. Существуют данные, что общая длина тела гекконов этого вида может достигать до 28 см.